# Annemiek van Vleuten
Annemiek van Vleuten, née le 8 octobre 1982 à Vleuten, est une coureuse cycliste néerlandaise. Elle est considérée comme l'une des plus grandes cyclistes de l'histoire.
Coureuse polyvalente, elle excelle en contre-la-montre et en montagne. À son palmarès, elle compte un titre de championne olympique contre-la-montre en 2020, deux titres de championne du monde sur route, deux titres de championne du monde du contre-la-montre en 2017 et 2018, ainsi qu'un titre de championne d'Europe sur route. Elle remporte également la Coupe du monde 2011, le classement mondial en 2017 et 2018, ainsi que l'UCI World Tour en 2018 et 2021. Parmi ses nombreuses victoires, on compte deux Tours des Flandres en 2011 et 2021, ainsi que quatre Tours d'Italie en 2018, 2019, 2022 et 2023 et le Tour de France en 2022. En 2016, sa terrible chute, alors qu'elle est en tête de la course olympique, est un moment fort de sa carrière.

## Biographie

### Jeunesse
Annemiek van Vleuten fréquente l'école de Vorden. Elle joue au football ensuite au club SV Ratti et pratique l'équitation. En 2001, elle est ensuite au collège à Warnsveld. Elle habite alors toujours Vorden. En 2007, elle commence des études d'épidémiologie à l'université de Wageningue, où elle obtient son master.

## Carrière

### Débuts (2007-2009)
À cause de blessures aux genoux récurrentes, Annemiek van Vleuten doit arrêter de jouer au football en 2005. Elle achète un vélo d'occasion en 2006 et s'inscrit au club TCW'79 de Wageningue. L'année suivante, elle a sa première licence dans l'équipe WV Ede. Elle gagne un critérium à Lexmond puis le championnat des Pays-Bas universitaire. Elle intègre l'équipe professionnelle Vrienden van het Platteland en 2008. Elle obtient de nombreuses places d'honneur, surtout en contre-la-montre. Entre autres, elle est deuxième du championnat du monde universitaire dans la discipline et troisième de l'étape du Tour de Limousin. L'équipe fusionne en 2009 avec celle de Marianne Vos et devient Nederland Bloeit, qui s'appelle à partir de 2012 Rabobank. En août 2009, elle doit se faire opérer de l'artère fémorale (pour cause d'endofibrose).

### Révélation (2010)
En avril 2010, elle remporte le Novilon Eurocup. Elle est ensuite deuxième du Tour de Drenthe et troisième du Drentse 8 van Dwingeloo. Elle gagne aussi deux étapes du Gracia Orlova avec à la clé une deuxième place au classement général. Sur l'Emakumeen Euskal Bira, elle s'adjuge la dernière étape et est troisième du classement général. Elle est également quatrième du championnat des Pays-Bas du contre-la-montre et participe en juillet à son premier Tour d'Italie. Elle gagne ensuite la Route de France devant Judith Arndt et Olga Zabelinskaya. Elle conclut la saison par une vingt-cinquième place au championnat du monde sur route.

### Vainqueur de la Coupe du monde (2011)

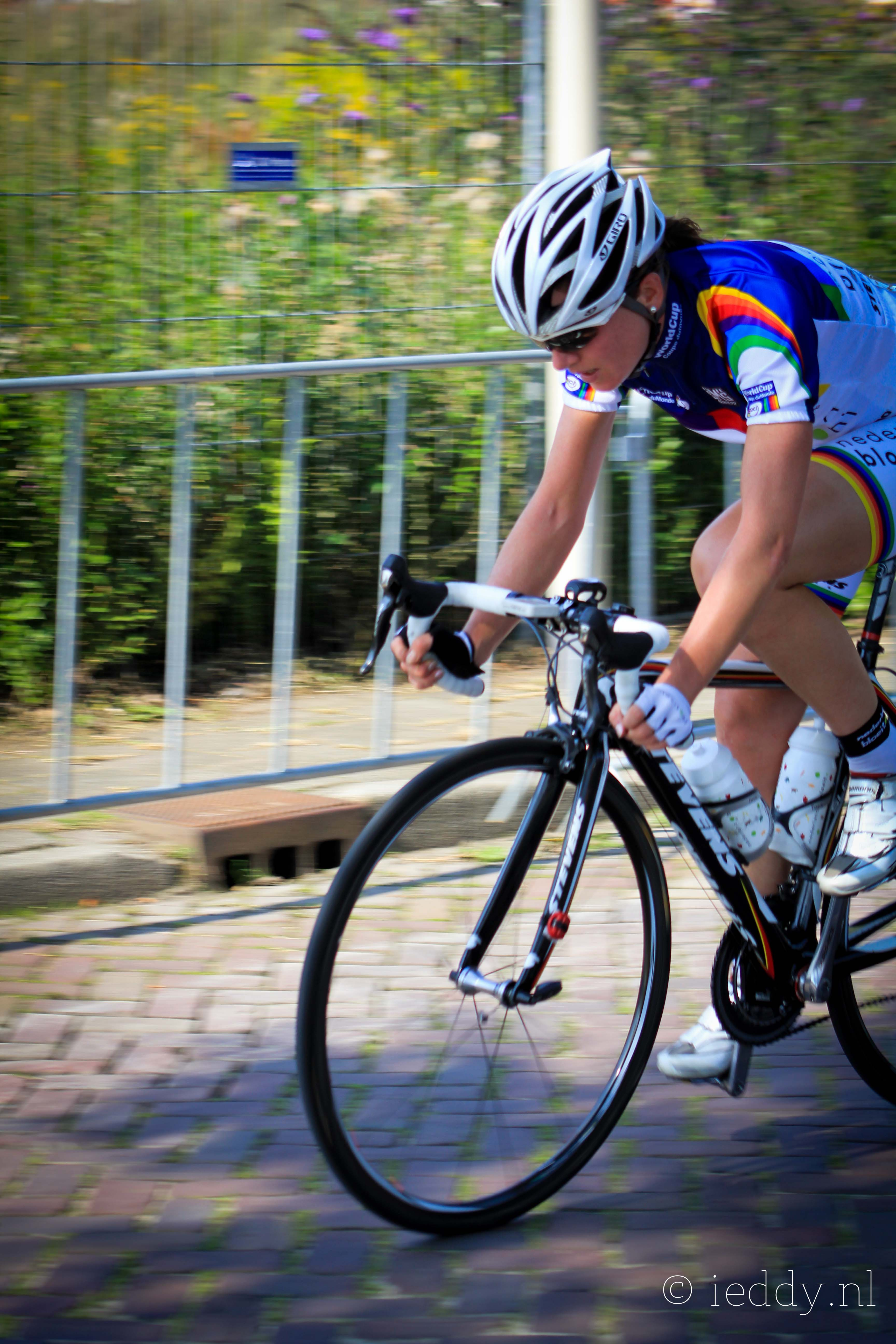
En 2011, avec le maillot de leader de la Coupe du monde.

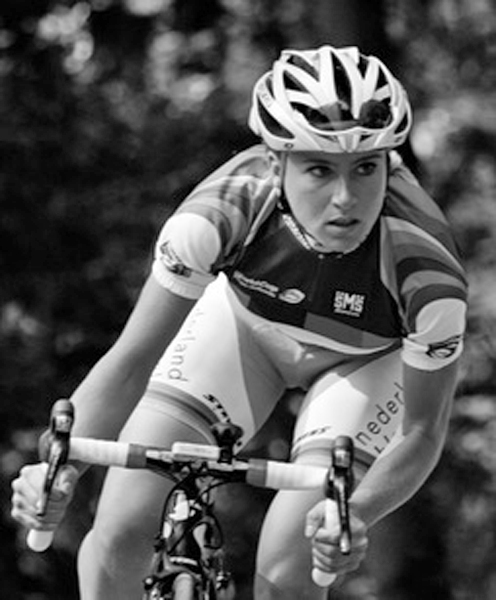
Annemiek van Vleuten en 2011.

Au Grand Prix de Plouay, dans le deuxième tour de la course, Evelyn Stevens attaque avec Sharon Laws. Au deuxième passage sur la ligne d'arrivée Erinne Willock les rejoint. L'écart est alors de trente-trois secondes. Dans le troisième tour, Emma Pooley et Annemiek van Vleuten. L'écart grandit alors de quarante à plus d'une minute. Marianne Vos attaque à son tour. Dans le groupe de tête, Emma Pooley part seule à trente kilomètres de l'arrivée. Le groupe de tête est alors constitué de onze coureuses avec notamment Marianne Vos. Celle-ci tente alors de revenir seule sur Emma Pooley, mais est freinée par un fort vent. Reprise par un groupe constitué d'Annemiek van Vleuten, de Chantal Blaak, d'Erinne Willock et d'Evelyn Stevens, elle continue son effort afin de revenir sur la Britannique. La jonction s'opère à cinq kilomètres de la ligne. Evelyn Stevens contre immédiatement, mais elle est suivie par Annemiek van Vleuten. Dans le dernier kilomètre, la Néerlandaise dépasse l'Américaine. Elle remporte donc à la fois le Grand-Prix de Plouay et la Coupe du monde.

### 2012 - 2013
Au mois d'avril 2012, elle participe aux pré-mondiaux à Fauquemont-sur-Gueule. Elle s'échappe avec sa coéquipière Marianne Vos, Sharon Laws et Emma Pooley. La première lui laisse la victoire. Le lendemain, au 7-Dorpenomloop van Aalburg, elle remporte le sprint devant Shelley Olds. Sur l'Emakumeen Euskal Bira, elle se classe quatrième du sprint la première étape. Sur la deuxième étape, elle remporte le sprint du groupe de poursuite derrière Emma Pooley. Elle est sixième du contre-la-montre en côte le lendemain et pointe quatrième du classement général. Elle remporte la dernière étape et monte sur la troisième place du podium final. Elle devient ensuite championne des Pays-Bas sur route. Sa coéquipière Marianne Vos ne lui dispute pas la victoire.

### 2014
Au Tour de Drenthe, Annemiek van Vleuten est cinquième dans un sprint derrière l'échappée comprenant sa coéquipière Anna van der Breggen. Quelques semaines plus tard, elle termine également cinquième du Tour des Flandres. Lors des championnats nationaux, Annemiek van Vleuten s'impose aux Pays-Bas sur le contre-la-montre devant Ellen van Dijk, championne du monde en titre de la discipline. Elle gagne ensuite le prologue du Tour d'Italie. Elle remporte ensuite la troisième étape légèrement détachée.
En août, elle fait partie de la Rabo Liv Women qui se classe deuxième du contre-la-montre par équipes de l'Open de Suède Vårgårda derrière l'équipe Specialized-Lululemon. Lors du championnat du monde de contre-la-montre par équipes, l'équipe est victime d'une chute collective alors qu'elle avait le second temps intermédiaire. Annemiek van Vleuten est blessée à la jambe et est forfait pour le reste du championnat du monde.

### 2015
En 2015, début mars, au Drentse 8 van Dwingeloo, Annemiek van Vleuten prend la bonne échappée de huit coureuses qui part à l'arrivée sur le petit circuit. Elle termine troisième du sprint. Au Tour de Drenthe, elle se classe treizième. Au Trofeo Alfredo Binda-Comune di Cittiglio, elle ne parvient pas à suivre les meilleures qui forment un groupe de six. Elle gagne cependant le sprint du groupe des poursuivantes et est donc septième.
Au Tour des Flandres, elle s'échappe en solitaire à une trentaine de kilomètres de l'arrivée mais est reprise. Elle finit quatrième. À la Flèche wallonne, elle s'échappe avec Roxane Knetemann à vingt-cinq kilomètres de l'arrivée. Elles sont rejointes et dépassées par Anna van der Breggen à quatre kilomètres du but. Annemiek van Vleuten se classe deuxième et se montre très satisfaite.
Au Festival luxembourgeois du cyclisme féminin Elsy Jacobs, elle est deuxième du contre-la-montre inaugural pour deux secondes derrière Anna van der Breggen. Elle conserve cette place jusqu'à la fin de l'épreuve.
En juin, elle remporte le prologue de l'Emakumeen Bira. En juillet, elle récidive sur celui du Tour d'Italie. Lors d'un stage en août, elle est percutée par une voiture est admise à l'hôpital avec trois côtes et une clavicule cassées et un pneumothorax.
En septembre, sur le contre-la-montre de l'Holland Ladies Tour, elle finit huitième. Au Tour de Toscane, elle gagne le prologue avec six secondes d'avance sur la deuxième Valentina Scandolara. Elle est quatrième de la dernière étape et finit troisième du classement général de l'épreuve.

### Presque championne olympique (2016)

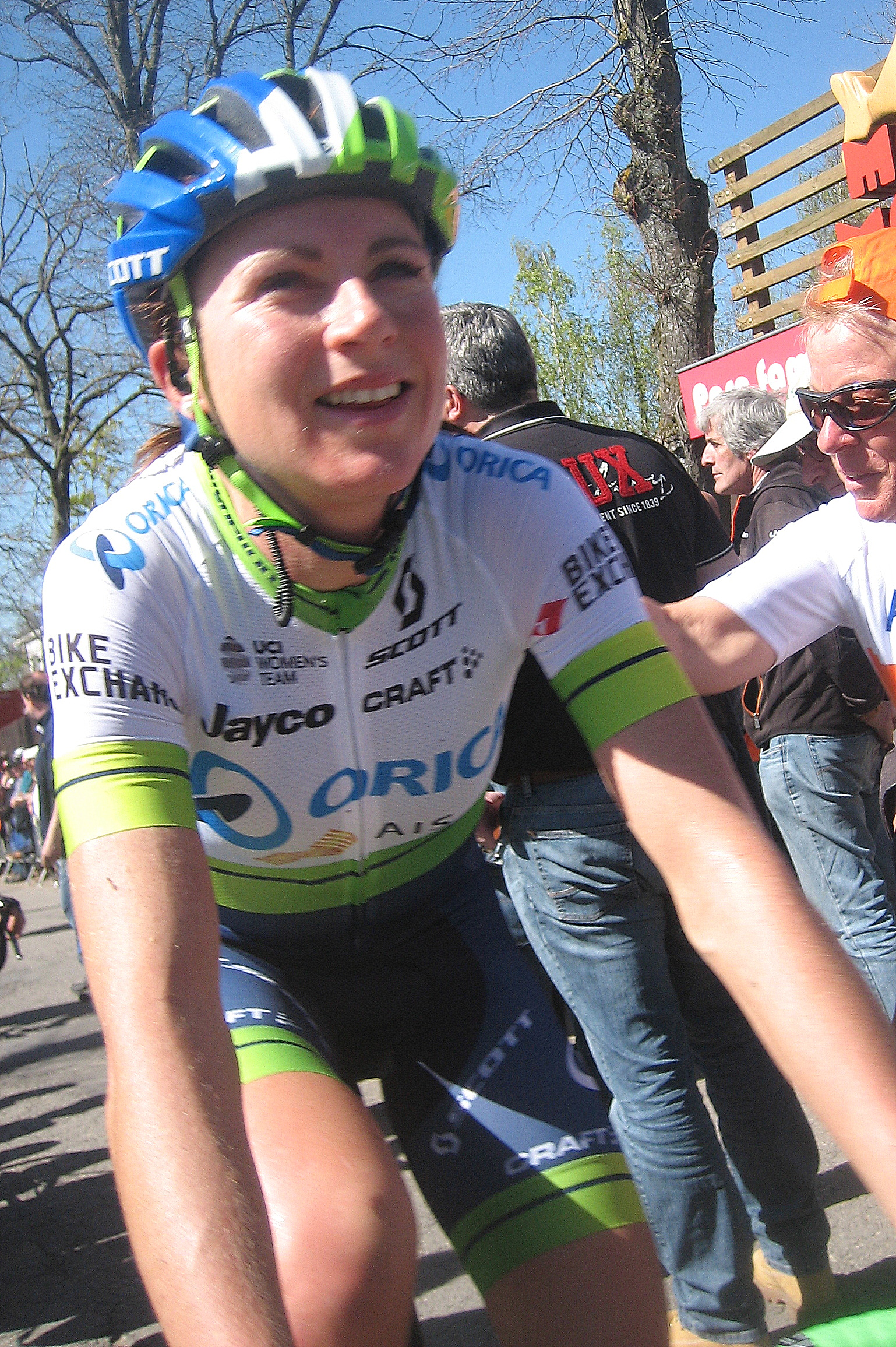
À la Flèche wallonne.

Elle s'engage en 2016 avec l'Orica-AIS. Elle se classe onzième du circuit Het Nieuwsblad. Aux Strade Bianche, elle parvient à suivre les meilleures dans les secteurs gravillons, mais ne suit pas l'attaque décisive. Elle se classe septième. À Gand-Wevelgem, Annemiek van Vleuten tente, avec Emma Johansson et Lisa Brennauer, de suivre l'attaque de Chantal Blaak, mais sans succès. Elle se classe sixième de la course.
Aux Auensteiner-Radsporttage, Annemiek van Vleuten fait partie du groupe de favorites qui se dispute la victoire sur la première étape. Elle domine le lendemain le contre-la-montre et prend la tête du classement général. Sur la dernière étape, elle ne parvient cependant pas à suivre Ashleigh Moolman et termine l'épreuve à la troisième place. À la fin du mois, Annemiek van Vleuten devient championne des Pays-Bas du contre-la-montre avec une minute quarante-et-une d'avance sur Chantal Blaak, sa plus proche poursuivante. Elle déclare qu'il s'agit de son meilleur contre-la-montre jusqu'alors.
Sur le Tour de Thuringe, Annemiek van Vleuten se classe sixième de la deuxième étape après avoir fait plusieurs tentatives d'échappée dans le final,. Sur la troisième étape, elle finit cinquième du sprint massif. Sur le contre-la-montre long de 19 km, elle est battue pour vingt-quatre secondes par Ellen van Dijk. Elle remonte à la deuxième place du classement général. Le lendemain, Annemiek van Vleuten participe une nouvelle fois au sprint final et se classe troisième. La sixième étape est le théâtre de manœuvre tactique de la part de la formation Orica-AIS. Le profil particulièrement difficile de l'étape produit une sélection dans le peloton qui se présente au pied de la principale ascension de la journée fort de seulement seize coureuses. Dans celle-ci, Amanda Spratt et Elena Cecchini attaquent et distancent leurs poursuivantes. Elles terminent l'étape avec plus de quatre minutes d'avance. Annemiek van Vleuten règle le groupe des poursuivantes. Sur la dernière étape, Annemiek van Vleuten décide de partir seule en tête et compte jusqu'à une minute d'avance sur le peloton. Un groupe de huit coureuses la poursuit. Annemiek van Vleuten est victime d'un problème mécanique. Après un changement de vélo, elle repart mais avec une avance réduite à trente secondes. Elle est finalement reprise, et le peloton rejoint le groupe de tête. Au classement général, il n'y a pas de changement majeur. Annemiek van Vleuten est quatrième du classement général.

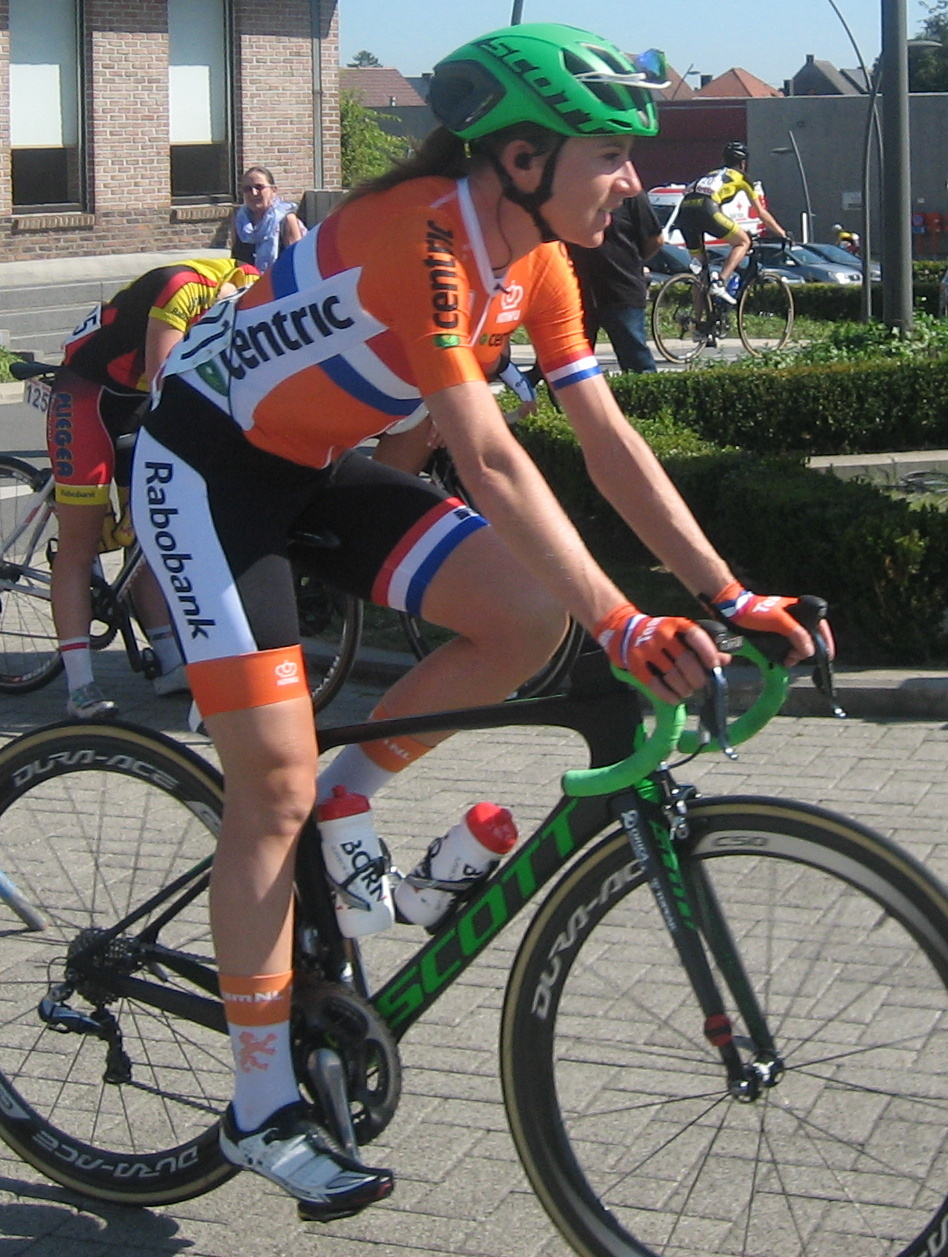
Au Tour de Belgique 2016.

Lors de la course en ligne olympique, elle est une des rares à parvenir à suivre le rythme imprimé par Mara Abbott dans l'ascension de la Vista Chinesa. À mi-côte, elles ne sont plus que quatre en tête : Elisa Longo Borghini, Mara Abbott, Anna van der Breggen et Annemiek van Vleuten. Emma Johansson est quelques mètres derrière. Jouant le surnombre, Annemiek van Vleuten attaque sur un replat. Mara Abbott est la seule à suivre. Elle tente de décrocher la Néerlandaise sans succès. Au sommet, Annemiek van Vleuten et Mara Abbott comptent vingt-deux secondes d'avance sur Elisa Longo Borghini, Anna van der Breggen et Emma Johansson. Annemiek van Vleuten mène la descente et distance rapidement Mara Abbott qui se montre très prudente. Dans un virage, la Néerlandaise perd le contrôle de son vélo et tombe sur une des énormes bordures de béton longeant la route. Elle semble inanimée. Des nouvelles rassurantes quant à son état sont publiées dans la soirée : elle est consciente et n'a que de blessures légères. Dans le détail : elle souffre d'une commotion cérébrale et de micro-fracture dans trois vertèbres. Un mois après sa chute, elle retrouve la compétition et gagne le prologue du Tour de Belgique,. Les deux étapes suivantes se concluent par des sprints massifs. Annemiek van Vleuten perd son maillot par le jeu des bonifications. Sur la dernière étape, dans la deuxième ascension du mur de Grammont, Elisa Longo Borghini part avec Annemiek van Vleuten. La Néerlandaise distance ensuite l'Italienne et remporte la dernière étape avec plus d'une minute d'avance et s'impose sur le classement général de l'épreuve,.
Aux championnats du monde, sur le contre-la-montre individuel, Annemiek van Vleuten se classe à la cinquième place.

### Championne du monde du contre-la-montre et numéro un mondial (2017)
Au Circuit Het Nieuwsblad, elle fait la course en tête et termine troisième. Aux Strade Bianche, elle est dans le groupe de tête au pied de la montée finale et se classe cinquième. Au Tour de Drenthe, l'équipe n'accroche pas l'échappée décisive. Annemiek van Vleuten sort néanmoins du peloton dans le final pour obtenir la cinquième place. Elle se classe sixième du Trofeo Alfredo Binda-Comune di Cittiglio,.
Au Tour des Flandres, dans le Kruisberg, Anna van der Breggen place ensuite une attaque suivie par Katarzyna Niewiadoma, Elisa Longo Borghini et Annemiek van Vleuten. Ce groupe se maintient en tête jusqu'à la flamme rouge, où il est repris principalement à cause des consignes de l'équipe Boels Dolmans. Annemiek van Vleuten trouve la forme de sprinter et se classe quatrième,.
À l'Amstel Gold Race, dans la troisième montée du Cauberg, Elizabeth Deignan accélère, cette fois accompagnée d'Elisa Longo Borghini et Katarzyna Niewiadoma. Derrière Ellen van Dijk limite l'écart avec le peloton. Dans la dernière ascension du Bemelerberg, Annemiek van Vleuten attaque suivie par Anna van der Breggen et Coryn Rivera. Elles reviennent immédiatement sur la tête de course. Quelques centaines de mètres plus loin, Anna van der Breggen part seule et n'est plus rejointe. Au sprint, Annemiek van Vleuten et Katarzyna Niewiadoma se classent troisième ex-aequo, la photo finish ne parvenant pas à les départager,,. Elle est ensuite quatrième de la Flèche wallonne. Elle n'a pas suivie les trois échappées dans la côte de Cherave,. À Liège-Bastogne-Liège, elle ne suit pas non plus l'attaque de Katarzyna Niewiadoma et sprint pour la quatrième place à Ans. Elle se classe cinquième. Sa régularité est récompensée par la première place du classement World Tour,.

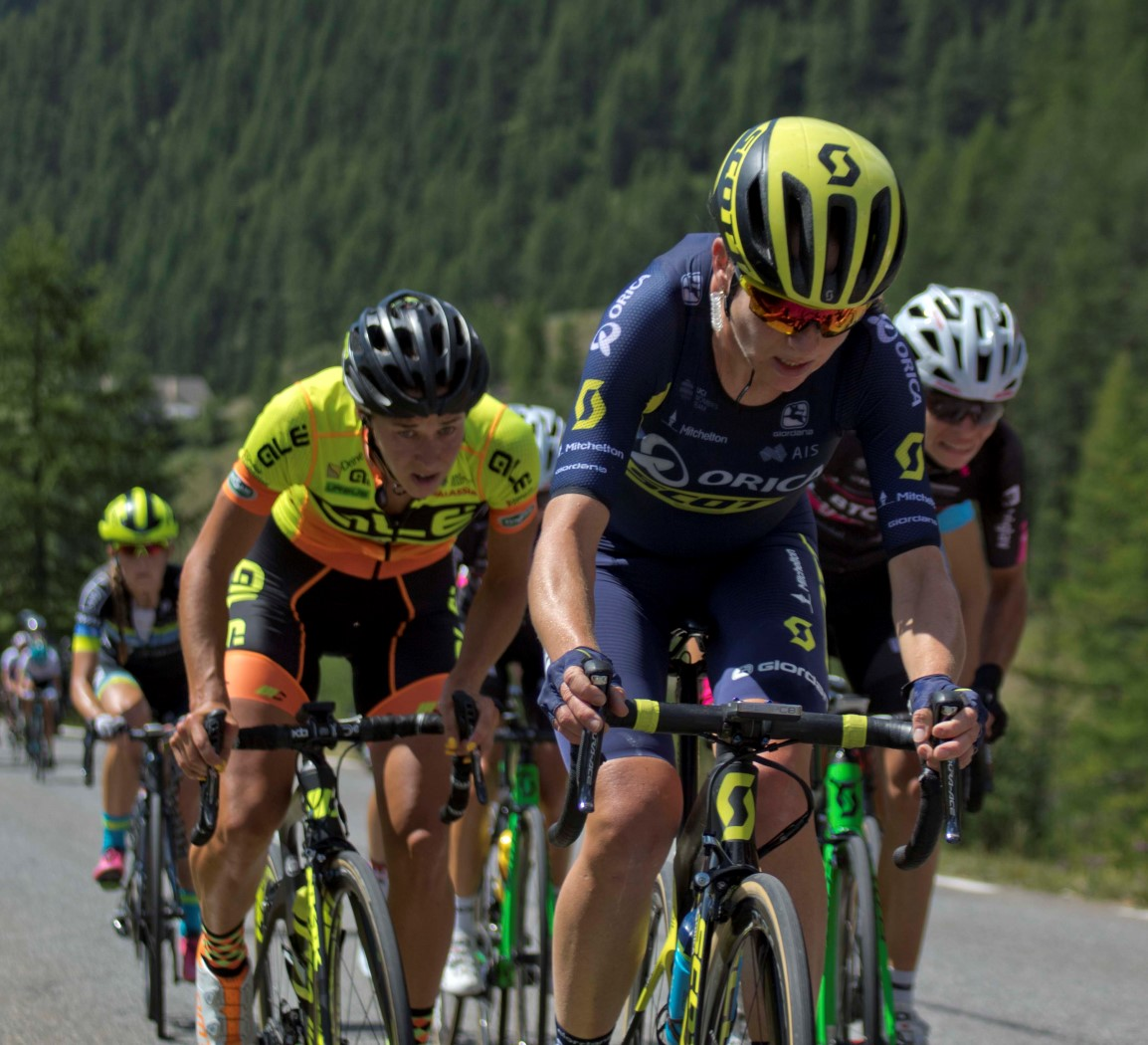
Sur les pentes du col de l'Izoard.

Sur la Durango-Durango Emakumeen Saria, une quinzaine de coureuses se présentent au pied de la dernière ascension de l'Alto de Goiuria. La formation Orica-Scott y mène un rythme très soutenu avant qu'Annemiek van Vleuten ne place une attaque décisive. Elle s'impose seule. Sur l'Emakumeen Euskal Bira la quatrième étape mène au Sanctuaire de San Migel d'Aralar. Après qu'une sélection s'est réalisée, Nikola Nosková et Ashleigh Moolman attaquent et sont suivies par Annemiek van Vleuten. Cette dernière est la plus rapide au sprint et s'impose. Sur l'ultime étape, Ashleigh Moolman attaque dans l'Alto de Jaizkibel. Malgré les efforts d'Annemiek van Vleuten, elle s'impose avec treize secondes d'avance et s'empare de la première place au classement général.
Elle conserve son titre de championne des Pays-Bas du contre-la-montre. Au Tour d'Italie, la formation Orica-Scott se classe troisième du contre-la-montre par équipes inaugural. Le lendemain, elle part avec Anna van der Breggen et Elisa Longo Borghini dans l'ascension de la Forcella. Les trois se disputent la victoire au sprint et Annemiek van Vleuten est la plus rapide. Le peloton arrive deux minutes plus tard,,. La quatrième étape est plate et calme. Toutefois, au kilomètre soixante-dix-sept, sous l'impulsion des formations Boels-Dolmans, Wiggle-High5 et Sunweb, une bordure se forme. Parmi les absentes on compte : Annemiek van Vleuten qui a l'arrivée se retrouve à deux minutes d'Anna van der Breggen au classement général,,. Le lendemain, elle s'impose largement sur le contre-la-montre et comble une partie de son retard,,. Sur l'ultime étape, les favorites s'isolent en tête dans la montée du Vésuve. Elle est quatrième de l'étape et troisième du classement général. Elle remporte également le classement par points et celui de la montagne,,.
La semaine suivante, La course by Le Tour de France arrive au col d'Izoard. Dans ses pentes, Elizabeth Deignan imprime un rythme soutenu qui opère une importante sélection. À cinq kilomètres de l'arrivée, Annemiek van Vleuten place une attaque. Elle est suivie par Elizabeth Deignan, Elisa Longo Borghini et Shara Gillow. Elle accélère une nouvelle fois cinq cents mètres plus loin et creuse cette fois un écart. Elle s'impose finalement avec quarante-trois secondes d'avance sur Elizabeth Deignan. Sur la deuxième étape dans les rues de Marseille, Annemiek van Vleuten n'a aucun mal à conserver son avance initiale et gagne donc le général de l'épreuve.
Après un mois de pause, la Néerlandaise fait de nouveau parler ses talents de rouleuse en remportant les deux étapes chronométrées du Boels Rental Ladies Tour. Ces succès lui permettent de conserver la tête du classement général jusqu'à l'arrivée finale à Sittard, et d'inscrire ainsi une nouvelle ligne à son palmarès.
Aux championnats du monde du contre-la-montre, Annemiek van Vleuten s'impose pour la première fois. Sur la course en ligne, elle fait partie des meilleures et monte en tête les deux dernières ascensions de Salmon Hill. Elle joue le jeu d'équipe pour Chantal Blaak. Elle est finalement quatrième,,. Annemiek van Vleuten gagne encore le titre de championne des Pays-Bas de cross-country marathon. Elle annonce ensuite vouloir s'essayer à la poursuite individuelle, avec l'objectif de de devenir championne du monde, alors qu'elle n'a aucune expérience sur la piste,. Pour ses débuts lors des championnats d'Europe, elle y prend la quatrième place.

### Tour d'Italie et deuxième titre mondial (2018)

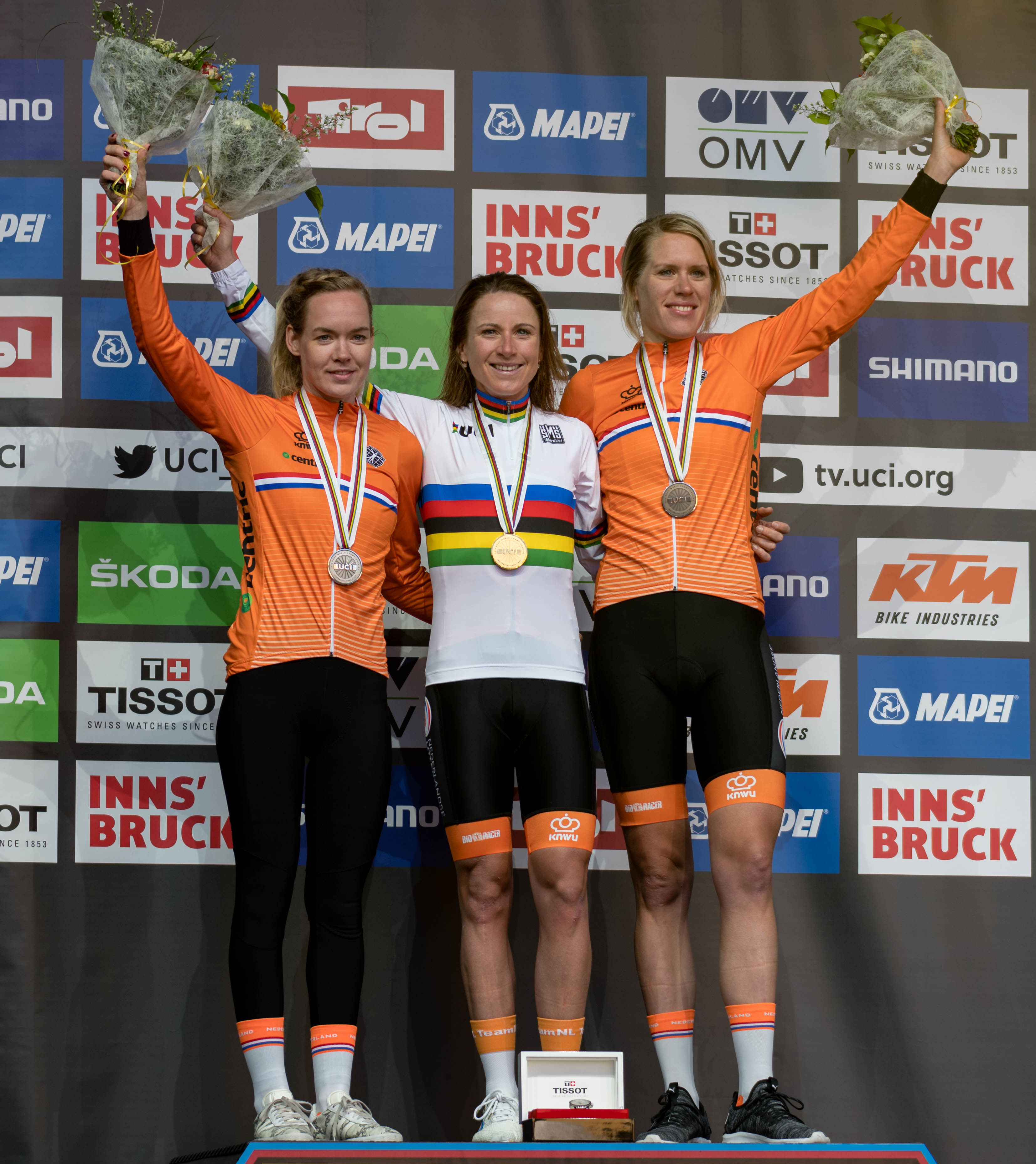
Annemiek van Vleuten (au centre) sur le podium 100% néerlandais des mondiaux du contre-la-montre 2018.

Le 3 mars, elle crée la sensation en atteignant à domicile la finale du championnat du monde de poursuite sur la piste d'Apeldoorn. Elle obtient la médaille d'argent derrière Chloe Dygert qui la rattrape au bout d'un kilomètre. De retour sur route, elle est cinquième d'À travers les Flandres. Au Tour des Flandres, elle fait partie en haut du Kruisberg du groupe de onze favorites. Anna van der Breggen part seule peu après. Sur le passage bitumé suivant le vieux Quaremont, Annemiek van Vleuten s'isole devant. Chantal Blaak reprend les fugitives dans le Paterberg. Une nouvelle sortie est le fruit de Katarzyna Niewiadoma, Annemiek van Vleuten et Ashleigh Moolman. Elles sont marquées par Amy Pieters. Ce groupe est repris sous la flamme rouge. Anna van der Breggen s'impose nettement. Au sprint, Amy Pieters vient réaliser le doublé devant Annemiek van Vleuten,. À la Flèche wallonne, elle produit son effort dans le mur de Huy et finit quatrième,. Sur Liège-Bastogne-Liège, elle reste à l'avant de la course et profite de l'échappée d'Amanda Spratt pour s'économiser. Annemiek van Vleuten et Ashleigh Moolman sprintent pour la troisième place et la Néerlandaise se montre plus rapide.
Sur le Tour d'Italie, la formation termine deuxième du contre-la-montre par équipes une seconde derrière l'équipe Sunweb,. Sur la sixième étape, première étape au sommet, Annemiek van Vleuten est deuxième derrière sa coéquipière Amanda Spratt,. Annemiek van Vleuten remporte très largement le contre-la-montre devant Ashleigh Moolman. Elle prend la tête du classement général par la même occasion,. Sur la neuvième étape, dans le Zoncolan, Ashleigh Moolman attaque au bout de quatre kilomètres d'ascension. Elle est suivie par Annemiek van Vleuten mais continue à imprimer un rythme élevé. À trois kilomètres de l'arrivée, Annemiek van Vleuten attaque à son tour et va s'imposer seule,. Lors de la dernière étape, dans le dernier kilomètre de la dernière ascension, Annemiek van Vleuten passe à l'offensive et obtient immédiatement l'avantage. Elle s'impose seule,. Elle remporte ainsi ce Tour d'Italie avec au passage le classement par points.
À La course by Le Tour de France, dans le col de la Colombière, Mavi García accélère dans les premières pentes du col de la Colombière, mais elle est contrée par Anna van der Breggen, Ashleigh Moolman et Annemiek van Vleuten. Dans le final, Anna van der Breggen accélère et passe au sommet avec dix secondes d'avance sur Annemiek van Vleuten et vingt sur la Sud-Africaine. L'écart reste constant dans la descente. Anna van der Breggen semble partie pour s'imposer, mais Annemiek van Vleuten revient dans les tout derniers mètres pour la devancer.
En septembre, elle conserve son titre mondial du contre-la-montre, où elle devance sur le podium deux de ses compatriotes pour un podium 100 % néerlandais. Sur la course en ligne, peu avant l'ascension du Gnadenwald, un îlot directionnel provoque une chute dans le peloton impliquant notamment Annemiek van Vleuten. Elle a quelques difficultés à remonter sur sa machine mais profite de la côte pour se replacer rapidement. Lors de l'avant derrière ascension de la côte d'Igls, Annemiek van Vleuten et Anna van der Breggen attaquent tour à tour, finalement cette dernière s'extirpe du peloton à quarante-deux kilomètres de l'arrivée. Annemiek van Vleuten est septième,,. Après la course, elle passe des examens à l'hôpital. Ils révèlent une fracture du tibia au niveau du genoux. Elle est opérée du lundi. Elle explique avoir été blessée par les propos des médias quant à l'éventuelle mésentente entre elle et Anna van der Breggen.

### Tour d'Italie et championnat du monde (2019)

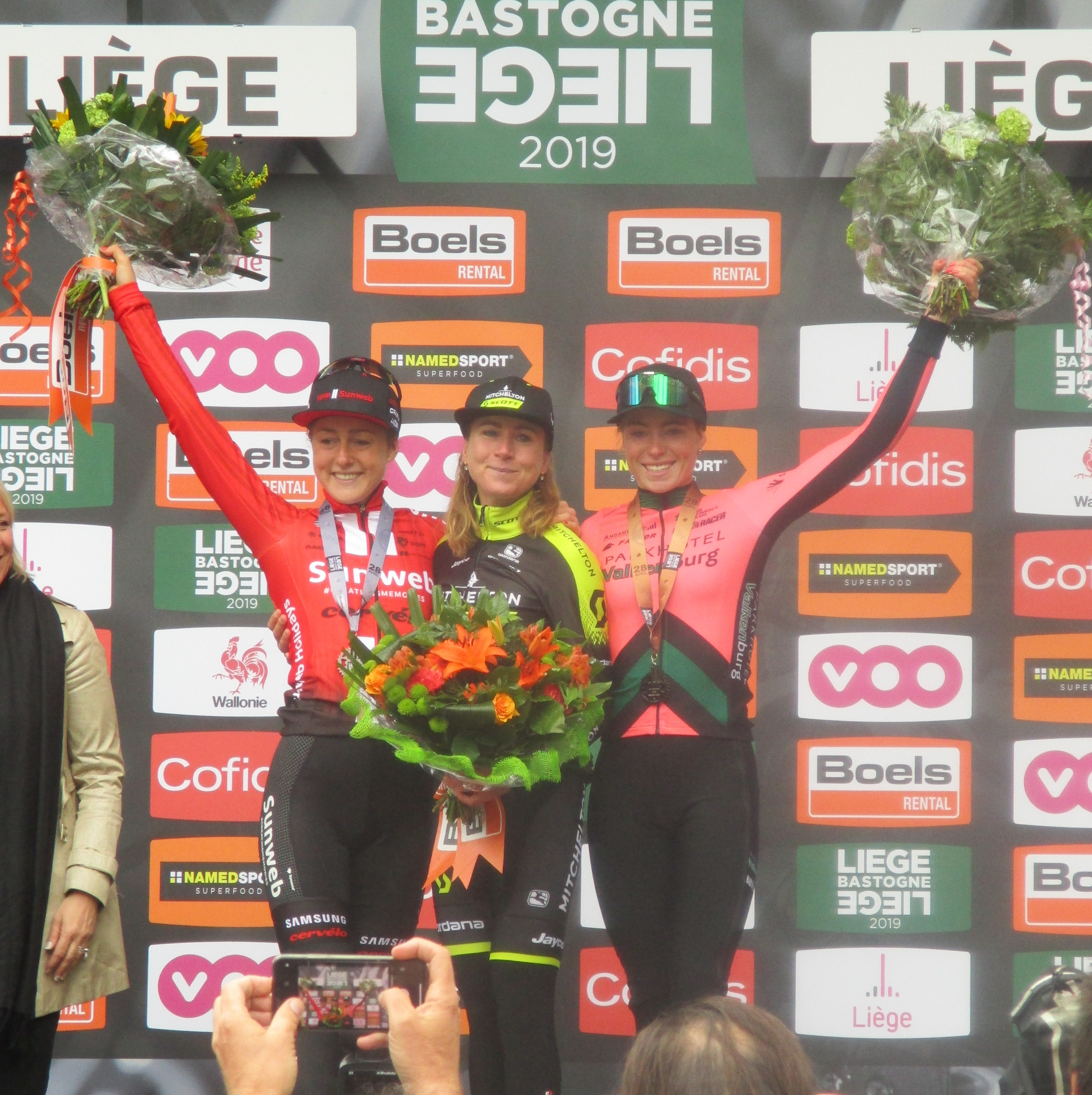
Podium de Liège-Bastogne-Liège.

Malgré sa blessure, elle prouve être immédiatement dans le rythme. Elle est quatrième du Circuit Het Nieuwsblad. Elle remporte ensuite les Strade Bianche grâce à une attaque en solitaire à treize kilomètres de l'arrivée,. Au Tour des Flandres, elle est une des seules à pouvoir suivre Marta Bastianelli dans le vieux Quaremont. Malgré plusieurs attaques, la course se finit au sprint et van Vleuten se classe deuxième. À l'Amstel Gold Race, tout se décide dans la dernière ascension du Cauberg. Annemiek van Vleuten ne peut suivre Katarzyna Niewiadoma. Sur le replat, elle refait une partie de son retard, mais vient échouer à la deuxième place,. Elle est de nouveau deuxième à la Flèche wallonne dans un habituel sprint de côte où Anna van der Breggen s'impose. À Liège-Bastogne-Liège, Annemiek van Vleuten attaque dans la côte de la Redoute à une trentaine de kilomètres de l'arrivée pour s'imposer en solitaire.
En juin, elle remporte son titre national en contre-la-montre individuel avec une minute trente-cinq d'avance sur Ellen van Dijk. Sur le Tour d'Italie, elle écrase la concurrence lors de l'étape reine, la cinquième, en arrivant au sommet deux minutes cinquante avant ses adversaires. Elle confirme le lendemain en remportant le contre-la-montre. Elle remporte ainsi ce Tour d'Italie avec au passage le classement par points et celui de la montagne.
Au Boels Ladies Tour, Annemiek van Vleuten s'impose sur le prologue pour la troisième année consécutive avant de laisser filer son maillot de leader. Aux championnats du monde, sur le contre-la-montre individuel, Annemiek van Vleuten connait un jour moyen et se classe troisième à près de deux minutes de la vainqueur Chloe Dygert. Sur la course en ligne, la principale difficulté de la journée, la côte de Lofthouse, est située au bout du quarantième kilomètre. Dans celle-ci, Annemiek van Vleuten accélère puis attaque. Elle se maintient en tête jusqu'au bout et réalise ainsi une échappée solitaire longue de cent kilomètres qui marque les esprits,.

### Domination et chute lors du Giro (2020)
Au Circuit Het Nieuwsblad, elle attaque dans le mur de Grammont pour s'imposer en solitaire.
Fin juillet, Annemiek van Vleuten pour la reprise s'impose coup sur coup sur trois semi-classiques espagnoles, à chaque fois seule. Aux Strade Bianche, une échappée de onze coureuses dont Amanda Spratt se forme peu avant le kilomètre cinquante. Mavi García s'en extrait et obtient un avantage cinq minutes sur le peloton. Dans Colle Pinzuto, Annemiek van Vleuten sort du peloton. Elle revient sur l'échappée puis sur l'Espagnole avant de la distancer dans les dernières pentes de la course pour s'imposer seule. Sur la course en ligne des championnats d'Europe, à environ trente-cinq kilomètres de l'arrivée, Marianne Vos met sur orbite Annemiek van Vleuten grâce à une attaque. Cette dernière est suivie par Elisa Longo Borghini, Katarzyna Niewiadoma. Plus tard, Chantal Blaak revient de l'arrière. Longo Borghini multiplie les attaques pour distancer cette dernière. Après plusieurs retours, la dernière difficulté de la journée permet à Longo Borghini de s'isoler avec van Vleuten en tête. La Néerlandaise s'impose au sprint. À la course by Le Tour de France, elle provoque la sélection, mais doit se contenter de la cinquième place.
Au Tour d'Italie, la formation Mitchelton-Scott se classe troisième du contre-la-montre par équipes inaugural. Sur la deuxième étape, qui comporte des secteurs graviers, Annemiek van Vleuten attaque et gagne en s'emparant du maillot rose. Les écarts sont conséquents. Elle fait des places sur les étapes suivantes et se trouve en position idéale pour renouveler sa performance de 2019. Lors de la septième étape, alors qu'on s'achemine vers un sprint après une explication dans la dernière difficulté, à 1,2 km de l'arrivée, une vague se produit faisant chuter plusieurs coureuses dont Annemiek van Vleuten. Elle passe la ligne d'arrivée et est classée dans le temps du vainqueur. Elle a néanmoins le poignet cassé et ne repart pas le lendemain.
Du fait de sa chute au Tour d'Italie, Annemiek van Vleuten est forfait pour le contre-la-montre des championnats du monde. Elle décide néanmoins de s'aligner sur la course en ligne avec l'aval de ses médecins. Sur la celle-ci, à trois tours de l'arrivée, Annemiek van Vleuten est une des seules à pouvoir suivre le rythme d'Anna van der Breggen dans la côte Mazzolano. Dans l'ascension suivante, la Cima Gallisterna, Annemiek van Vleuten se met en tête et accélère nettement mettant en difficulté la concurrence. Anna van der Breggen surenchérit alors avec une puissante attaque. Derrière, van Vleuten est toujours présente dans les groupes de poursuite. Dans le final, Elisa Longo Borghini attaque van Vleuten, mais ne parvient pas à la distancer. Van Vleuten bat Longo Borghini dans un sprint serré et prend ainsi la deuxième place derrière van der Breggen.
Au Tour des Flandres, peu après le Kruisberg, Annemiek van Vleuten contre l'attaque de Chantal Blaak et s'isole seule en tête. Anna van der Breggen part seule à sa poursuite. Elle la reprend au bout de quelques kilomètres. À la surprise de van Vleuten, van der Breggen refuse de coopérer. Le duo est repris par ce qu'il reste du peloton. Elle se classe quinzième.

### Tour des Flandres et championne olympique du contre-la-montre (2021)

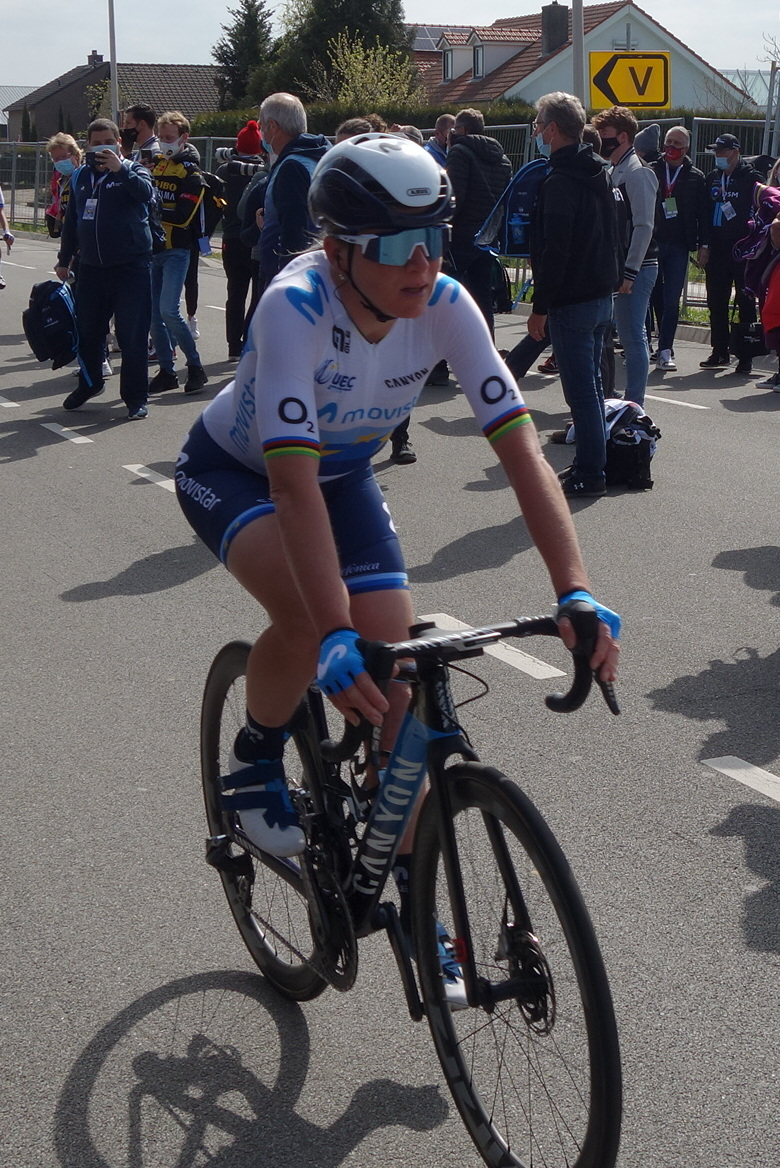
À l'Amstel Gold Race

Elle est quatrième des Strade Bianche. Sur À travers les Flandres, elle sort avec Katarzyna Niewiadoma dans la côte de Trieu avant de la devancer au sprint. Au Tour des Flandres, elle part en poursuite derrière Grace Brown juste après le Quaremont avant de tour donner dans le Paterberg et aller s'imposer seule,. Elle se classe troisième de l'Amstel Gold Race et de la Flèche wallonne,. À Liège-Bastogne-Liège, elle attaque dans la Roche aux Faucons, mais la victoire se joue au sprint où elle est deuxième.
Elle dispute plusieurs courses en Espagne, gagnant la Setmana Ciclista Valenciana et l'Emakumeen Nafarroako Klasikoa, et étant sur le podium des autres, dont une deuxième place sur le Tour de Burgos derrière Anna van der Breggen.
Elle ne participe pas au Tour d'Italie afin de se concentrer sur les Jeux olympiques. Sur la course en ligne, dans la Doushi Road, elle place une nette accélération. Elle prend rapidement une minute d'avance, mais est distance de cinq minutes du trio de tête. Elle est reprise à vingt-cinq kilomètres de l'arrivée. À deux kilomètres de l'arrivée, elle attaque violemment. Elle passe la ligne deux minutes derrière Anna Kiesenhofer, mais pense s'être imposée et lève donc les bras. Sur le contre-la-montre, elle s'impose avec près d'une minute d'avance sur Marlen Reusser.
Elle gagne ensuite la Classique de Saint-Sébastien, puis le Tour de Norvège grâce à sa victoire dans les pentes du Norefjell,. Elle s'impose sur le Ceratizit Challenge by La Vuelta après en avoir remporté le contre-la-montre et la troisième étape en échappée.
Elle prend la médaille de bronze aux championnats du monde du contre-la-montre. Sur la course en ligne, elle se met au service du collectif en multipliant les attaques. Elle chute durant Paris-Roubaix et se fracture le bassin. Elle gagne néanmoins le World Tour.

### Triplé inédit Giro/Tour/Vuelta et nouveau titre mondial (2022)

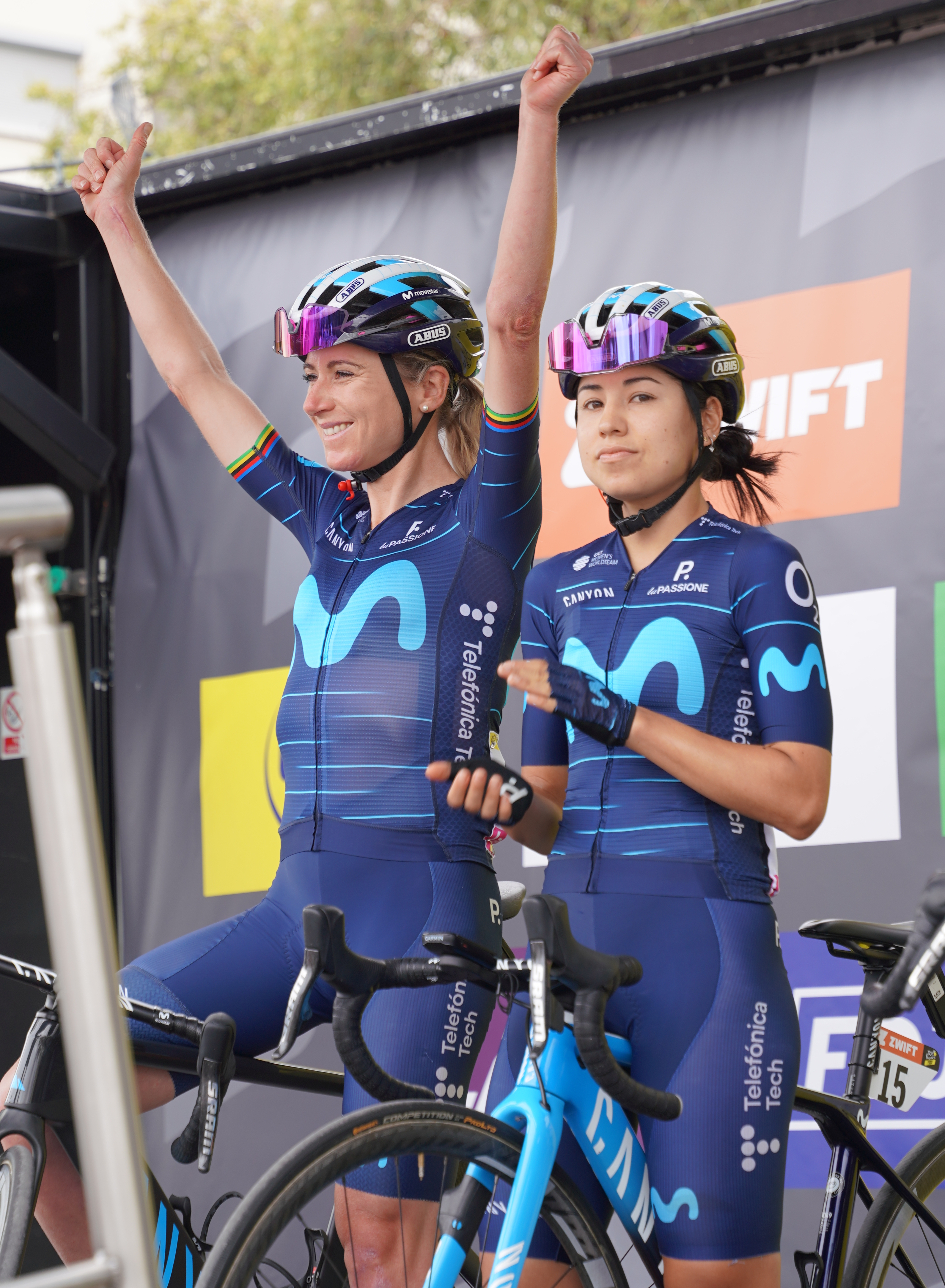
Lors de la 3e étape du Tour de France Femmes 2022 avec Paula Patiño.

Van Vleuten remporte en 2022 la Setmana Ciclista Valenciana puis en Belgique le Circuit Het Nieuwsblad et Liège-Bastogne-Liège le 24 avril. Sa saison est ensuite perturbée par une chute à l'entraînement ayant occasionné une fracture à son poignet droit.
Elle s'impose lors de la 4e et 8e étape du Tour d'Italie et remporte l'épreuve pour la troisième fois.
Elle s'adjuge la 7e étape du Tour de France Femmes en devançant Demi Vollering de 3 min 26 s. Elle s'empare du maillot jaune détenu par Marianne Vos, qu'elle relègue à 23 min 29 s au classement général. Elle gagne l'ultime étape à la Super Planche des Belles Filles devant Demi Vollering et s'offre la 1re édition de ce nouveau Tour de France, trente-trois ans après Jeannie Longo.

### Tour d'Espagne et d'Italie mais désillusion sur le Tour (2023)

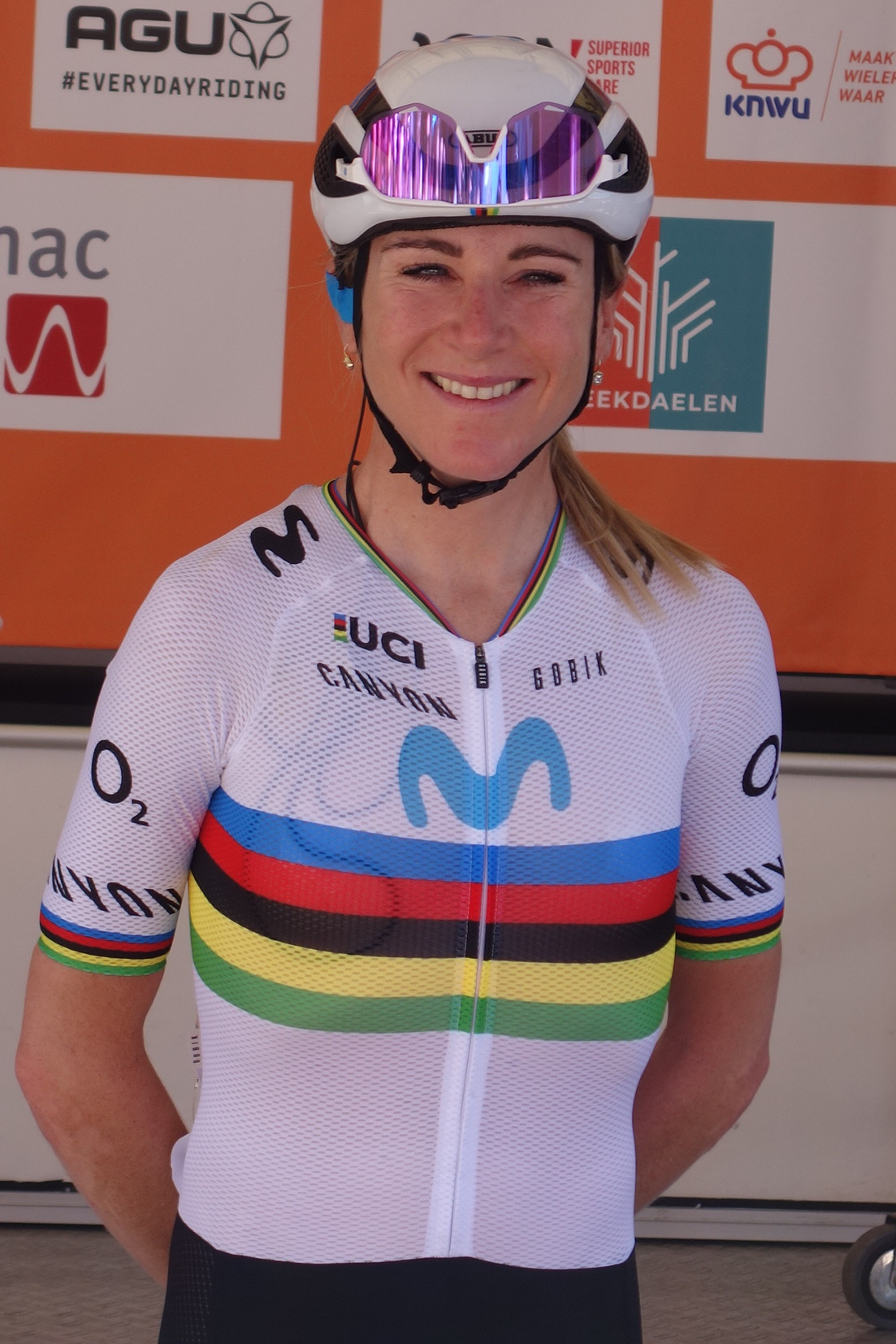
Au départ des championnats des Pays-Bas

La saison de classique d'Annemiek van Vleuten est décevante. À Liège-Bastogne-Liège, elle est sixième après avoir été active.
Au Tour d'Espagne, lors de la montagneuse cinquième étape, Demi Vollering s'impose en étant la plus rapide. Annemiek van Vleuten finit trois secondes derrière. Sur l'étape suivante, alors que Vollering et ses coéquipières tardent à revenir dans le peloton après une pause à soixante-dix kilomètres de la fin, la Movistar fait le forcing et provoque une scission du peloton. Celle-ci place une attaque dès le pied de la première difficulté du jour, l'Alto de Fuente de las Varas, provoquant une importante sélection. À 30 km, van Vleuten attaque de nouveau, au pied du Puerto de Campo el Hayal, suivie uniquement par Realini. Elle bat van Vleuten au sprint tandis que la Néerlandaise prend la tête du classement général. Cette étape fait par la suite polémique. Dans la dernière étape, qui se conclut au sommet, Vollering fait feu de tout bois et gagne. Elle reprend cinquante-six secondes à van Vleuten mais perd le classement général pour neuf secondes. Elle est ensuite cinquième du Tour du Pays basque. 
Elle est troisième des championnats des Pays-Bas contre-la-montre. Sur le Tour d'Italie, lors de la première étape, van Vleuten attaque dans la partie la plus difficile du Passo della Colla et s'isole. Elle gagne l'étape avec quarante-cinq secondes d'avance. Dans la quatrième étape, elle s'isole avec Longo Borghini et Ewers et effectue une belle opération au classement général. Le lendemain, elle attaque dans l'ultime difficulté vers Sant’Ignazio avec Longo Borghini. Dans la descente, Van Vleuten sort de la route, mais sans conséquence. Elisa Longo Borghini, dans le même virage, a moins de chance et tombe dans la forêt. Van Vleuten, deuxième de l'étape, renforce sa première place au classement général. Elle gagne ensuite la sixième étape, en attaquant dans l'avant-dernière difficulté. Elle récidive le lendemain, cette fois dans l'ascension finale. Annemiek van Vleuten, en plus de remporter avec près de quatre minutes d'avance le classement général, s'adjuge également le classement par points et celui de la montagne. Movistar est la meilleure équipe.

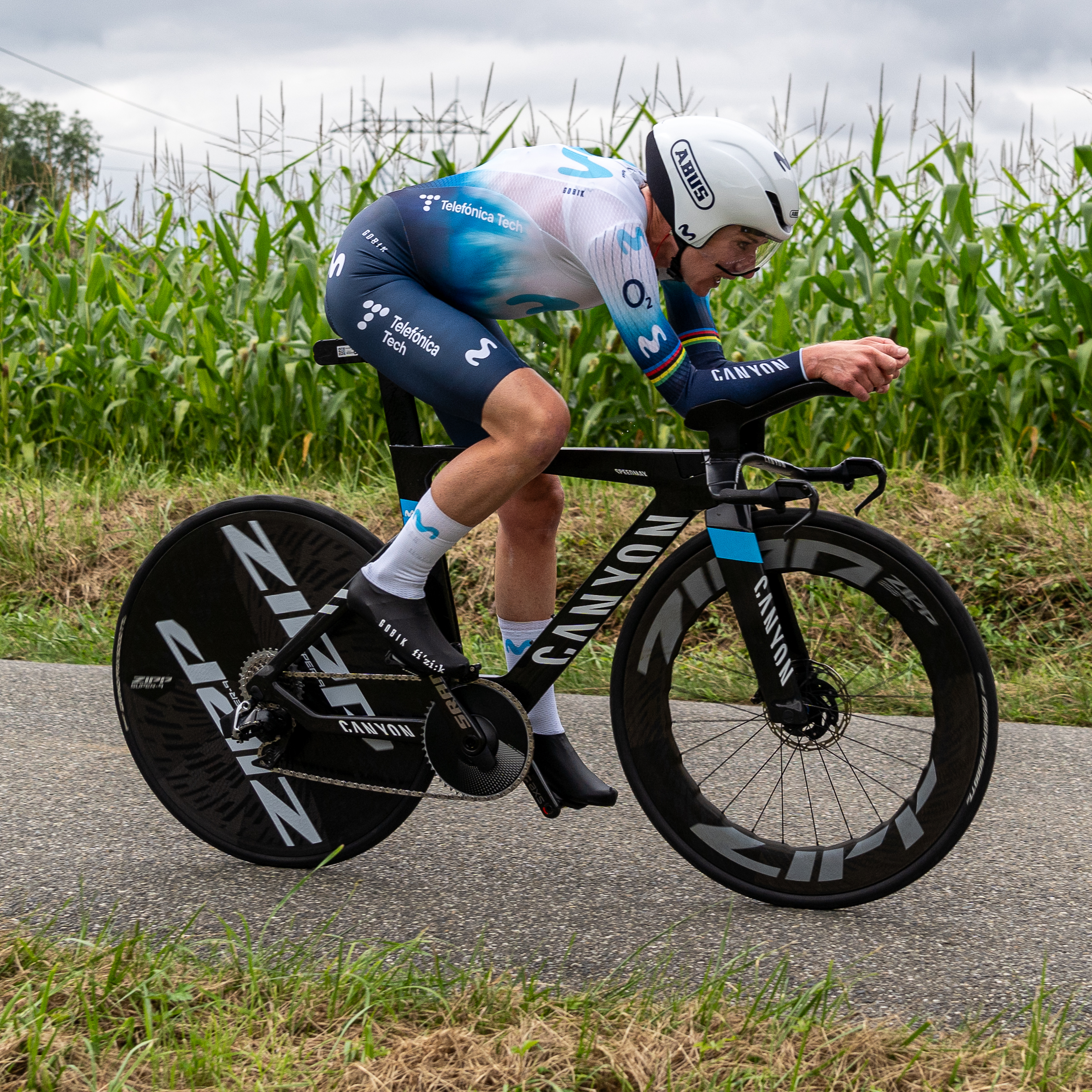
Van Vleuten lors du contre-la-montre du Tour de France

Le Tour de France s'annonce comme un duel entre van Vleuten et Demi Vollering. La septième étape est l'étape reine. Après des premières escarmouches entre les deux favorites dans le col d'Aspin, Vollering attaque à cinq kilomètres de l'arrivée. Van Vleuten ne peut la suivre. Elle se classe troisième à deux minutes trente-quatre de Vollering. Elle est alors troisième du classement général. Le contre-la-montre final doit profiter à Van Vleuten sur le papier. Elle a trente-huit secondes de retard au général sur Niewiadoma au général et peut donc espérer prendre la deuxième place. La Néerlandaise réalise une contre-performance et ne termine que quatorzième. Elle descend du podium et conclut le Tour à la quatrième place.
Elle est huitième des championnats du monde sur route, où elle a plusieurs soucis mécaniques. Sur le Tour de Scandinavie, elle est deuxième en haut du Norefjell. Elle s'adjuge l'épreuve après en avoir pris la tête grâce à une troisième place sur le contre-la-montre. 
Elle met en terme à sa carrière à l'issue du Simac Ladies Tour à domicile,,.

### Reconversion
Pour la saison 2025, elle fait son retour au sein de l'équipe Fenix-Deceuninck en qualité de responsable de la performance.

## Palmarès sur route

### Palmarès par années
| - 2008 - 2e du Grand Prix de Roulers - Médaillée d'argent du championnat du monde universitaire du contre-la-montre - Médaillée de bronze du championnat du monde universitaire sur route - 2010 - 6e de la Coupe du monde de cyclisme sur route féminine - 2e étape du Gracia Orlova - 4e étape de l'Emakumeen Bira - Novilon Internationale Damesronde van Drenthe - Route de France : - Classement général - 4e étape - 2e de l'Univé Tour de Drenthe - 2e du Gracia Orlova - 2e de l'Emakumeen Bira - 3e du Drentse 8 van Dwingeloo - 3e du Grand Prix de Roulers - 3e du Ster Zeeuwsche Eilanden - 3e de Durango-Durango Emakumeen Saria - 3e du Grand Prix de la Ville de Valladolid - 4e de l'Open de Suède Vårgårda - 5e du Tour de l'Aude cycliste féminin - 10e du Tour des Flandres - 2011 - Classement final de la Coupe du monde - Tour des Flandres - Prologue et 2e étape du Grand Prix Elsy Jacobs - Open de Suède Vårgårda - GP de Plouay - 2e du Tour of Chongming Island - 2e du 7-Dorpenomloop van Aalburg - 3e du Trofeo Alfredo Binda-Comune di Cittiglio - 3e du Grand Prix international de Dottignies - 3e du Trophée d'Or féminin - 3e de la Finale Lotto Cycling Cup - 4e du Tour of Chongming Island World Cup - 4e du Grand Prix Elsy Jacobs - 4e du Grand Prix Nicolas Frantz - 6e de la Flèche wallonne - 6e du Tour de Drenthe - 2012 - Championne des Pays-Bas sur route - GP Stad Roeselare - Parkhotel Valkenburg Hills Classic - 7-Dorpenomloop van Aalburg - 4e étape de l'Emakumeen Euskal Bira - Prologue du Tour de Toscane - 2e du Grand Prix Elsy Jacobs - 2e du championnat des Pays-Bas du contre-la-montre - 3e de l'Emakumeen Euskal Bira - 3e du GP Comune di Cornaredo - 2013 - Prologue du Grand Prix Elsy Jacobs - 3e étape du Tour de Thuringe - 6e étape du Trophée d'Or - Médaillée d'argent au championnat du monde du contre-la-montre par équipes - 2e du Boels Rental Hills Classic - 2e du Boels Ladies Tour - 2e du Contre-la-montre par équipes de Vårgårda - 3e du championnat des Pays-Bas du contre-la-montre - 3e du championnat des Pays-Bas sur route - 5e du Tour des Flandres - 7e du Trofeo Alfredo Binda-Comune di Cittiglio - 9e du Grand Prix de Plouay - 2014 - Championne des Pays-Bas du contre-la-montre - Prologue et 3e étape du Tour d'Italie - Lotto-Belisol Belgium Tour : - Classement général - Prologue, 1re et 2e étapes (contre-la-montre par équipes) - 2e du Contre-la-montre par équipes de Vårgårda - 5e du Tour de Drenthe - 5e du Tour des Flandres - 7e de l'Open de Suède Vårgårda - 8e du Tour d'Italie - 2015 - Prologue de l'Emakumeen Bira - Prologue du Tour d'Italie - Prologue du Tour de Toscane - 2e de la Flèche wallonne - 2e du Festival luxembourgeois du cyclisme féminin Elsy Jacobs - 3e du Drentse 8 van Dwingeloo - 3e du championnat des Pays-Bas sur route - Médaillée de bronze du contre-la-montre aux Jeux européens - 3e du Tour de Toscane - 4e du Tour des Flandres - 7e du Trofeo Alfredo Binda-Comune di Cittiglio - 2016 - Championne des Pays-Bas du contre-la-montre - Prologue du Festival luxembourgeois du cyclisme féminin Elsy Jacobs - Tour de Belgique : - Classement général - Prologue et 3e étape - 2e de l'Energiewacht Tour - 2e de la Boels Rental Hills Classic - 3e des Auensteiner-Radsporttage - 5e du championnat du monde du contre-la-montre - 7e des Strade Bianche - 2017 - Championne du monde du contre-la-montre - Championne des Pays-Bas du contre-la-montre - Cadel Evans Great Ocean Road Race - Durango-Durango Emakumeen Saria - 4e étape de l'Emakumeen Euskal Bira - 2e et 5e (contre-la-montre) étapes du Tour d'Italie - La course by Le Tour de France - Boels Ladies Tour : - Classement général - Prologue et 3e étape - 2e de l'Emakumeen Euskal Bira - 3e du Circuit Het Nieuwsblad - 3e de l'Amstel Gold Race - 3e du Tour d'Italie - 4e du championnat du monde sur route | - 2018 - Championne du monde du contre-la-montre - Tour d'Italie : - Classement général - 7e (contre-la-montre), 9e et 10e étapes - 2e étape du Women's Herald Sun Tour - 2e étape de l'Emakumeen Euskal Bira - La course by Le Tour de France - Veenendaal-Veenendaal Classic - Boels Ladies Tour : - Classement général - Prologue, 2e et 6e étapes - 2e du Women's Herald Sun Tour - 2e de Durango-Durango Emakumeen Saria - 2e de l'Emakumeen Euskal Bira - 3e du Tour des Flandres - 3e de Liège-Bastogne-Liège - 4e de la Flèche wallonne - 7e du championnat du monde sur route - 2019 - Championne du monde sur route - Tour d'Italie : - Classement général - 5e et 6e étapes - Championne des Pays-Bas du contre-la-montre - Strade Bianche - Liège-Bastogne-Liège - Prologue du Boels Ladies Tour - 2e du Tour des Flandres - 2e de l'Amstel Gold Race - 2e de la Flèche wallonne - Médaillée de bronze du championnat du monde du contre-la-montre - 2020 - Championne d'Europe sur route - Circuit Het Nieuwsblad - Emakumeen Nafarroako Klasikoa - Classique féminine de Navarre - Durango-Durango Emakumeen Saria - Strade Bianche - 2e étape du Tour d'Italie - Médaillée d'argent du championnat du monde sur route - 2e du championnat des Pays-Bas sur route - 6e de La Madrid Challenge by La Vuelta - 2021 - Championne olympique du contre-la-montre - À travers les Flandres - Tour des Flandres - Setmana Ciclista Valenciana - Classement général - 1re étape - Emakumeen Nafarroako Klasikoa - Classique de Saint-Sébastien - Tour de Norvège : - Classement général - 3e étape - Ceratizit Challenge by La Vuelta - Classement général - 2e (contre-la-montre) et 3e étapes - Médaillée d'argent de la course en ligne des Jeux olympiques - 2e de Liège-Bastogne-Liège - 2e du Gran Premio Ciudad de Eibar - 2e de Durango-Durango Emakumeen Saria 2021 - 2e du Tour de Burgos - Médaillée d'argent du championnat du monde du contre-la-montre par équipes en relais mixte - Médaillée de bronze du championnat du monde du contre-la-montre - 3e de l'Amstel Gold Race - 3e de la Classique féminine de Navarre - 4e des Strade Bianche - 4e de la Flèche wallonne - 9e du championnat d'Europe sur route - 2022 - Championne du monde sur route - Setmana Ciclista Valenciana : - Classement général - 3e étape - Circuit Het Nieuwsblad - Liège-Bastogne-Liège - Tour d'Italie : - Classement général - 4e et 8e étapes - Tour de France Femmes : - Classement général - 7e et 8e étapes - Ceratizit Challenge by La Vuelta : - Classement général - 2e étape - 2e des Strade Bianche - 2e du Tour des Flandres - 2e de la Flèche wallonne - 2e du Tour de Romandie - 4e de l'Amstel Gold Race - 7e du championnat du monde du contre-la-montre - 2023 - Classement général de La Vuelta Femenina - Tour d'Italie : - Classement général - 2e, 6e et 7e étapes - Classement général du Tour de Scandinavie - 4e des Strade Bianche - 4e du Tour de France - 5e du Tour du Pays basque - 6e de Liège-Bastogne-Liège - 7e de la Flèche wallonne - 8e du championnat du monde sur route |

### Résultats sur les grands tours

#### Tour d'Italie
11 participations :
- 2010 : 27e
- 2011 : 75e
- 2012 : non partante (8e étape)
- 2014 : 8e, vainqueur du prologue et de la 3e étape
- 2015 : 35e, vainqueur du prologue
- 2017 : 3e,  vainqueur du classement par points, du  classement de la montagne et des 2e et 5e étapes
- 2018 :  Vainqueur du classement général,  du classement par points et des 7e, 9e et 10e étapes
- 2019 :  Vainqueur du classement général,  du classement par points, du  classement de la montagne et des 5e et 6e étapes
- 2020 : abandon (8e étape), vainqueur de la 2e étape
- 2022 :  Vainqueur du classement général,  du classement par points et des 4e et 8e étapes
- 2023 :  Vainqueur du classement général,  du classement par points, du  classement de la montagne et des 2e, 6e et 7e étapes

#### Tour de France
2 participations :
- 2022 :  Vainqueur du classement général et des 7e et 8e étapes
- 2023 : 4e

#### Tour d'Espagne
1 participation :
- 2023 :  Vainqueur du classement général

### Classements mondiaux
| Année                                 | 2008 | 2009 | 2010 | 2011 | 2012 | 2013 | 2014 | 2015 | 2016 | 2017 | 2018 | 2019 | 2020 | 2021 | 2022 | 2023 |
| ------------------------------------- | ---- | ---- | ---- | ---- | ---- | ---- | ---- | ---- | ---- | ---- | ---- | ---- | ---- | ---- | ---- | ---- |
| Classement UCI                        | 88e  | 140e | 6e   | 5e   | 7e   | 15e  | 17e  | 17e  | 13e  | 1re  | 1re  | 3e   | 3e   | 1re  | 1re  | 5e   |
| Coupe du monde                        | nc   | 39e  | 6e   | 1re  | 54e  | 6e   | 11e  | 10e  |      |      |      |      |      |      |      |      |
| UCI World Tour                        |      |      |      |      |      |      |      |      | 23e  | 2e   | 1re  | 2e   | 7e   | 1re  | 1re  | 2e   |
|                                       |      |      |      |      |      |      |      |      |      |      |      |      |      |      |      |      |
| Légende : nc = non classéSource : UCI |      |      |      |      |      |      |      |      |      |      |      |      |      |      |      |      |

## Palmarès VTT
- 2017
  -  Championne des Pays-Bas de cross-country marathon

## Palmarès sur piste

### Championnats du monde
- Apeldoorn 2018
  -  Médaillée d'argent de la poursuite

### Coupe du monde
- 2017-2018
  - 2e de la poursuite à Pruszków

### Championnats d'Europe
- 2017
  - 4e de la poursuite individuelle

## Distinctions
- Cycliste néerlandaise de l'année : 2017, 2019, 2021 et 2022
- Vélo d'or Femmes : 2022
- Faite Chevalier de l'Ordre d'Orange-Nassau le 9 novembre 2018
- UEC Hall of Fame[142]